# 高井戶站

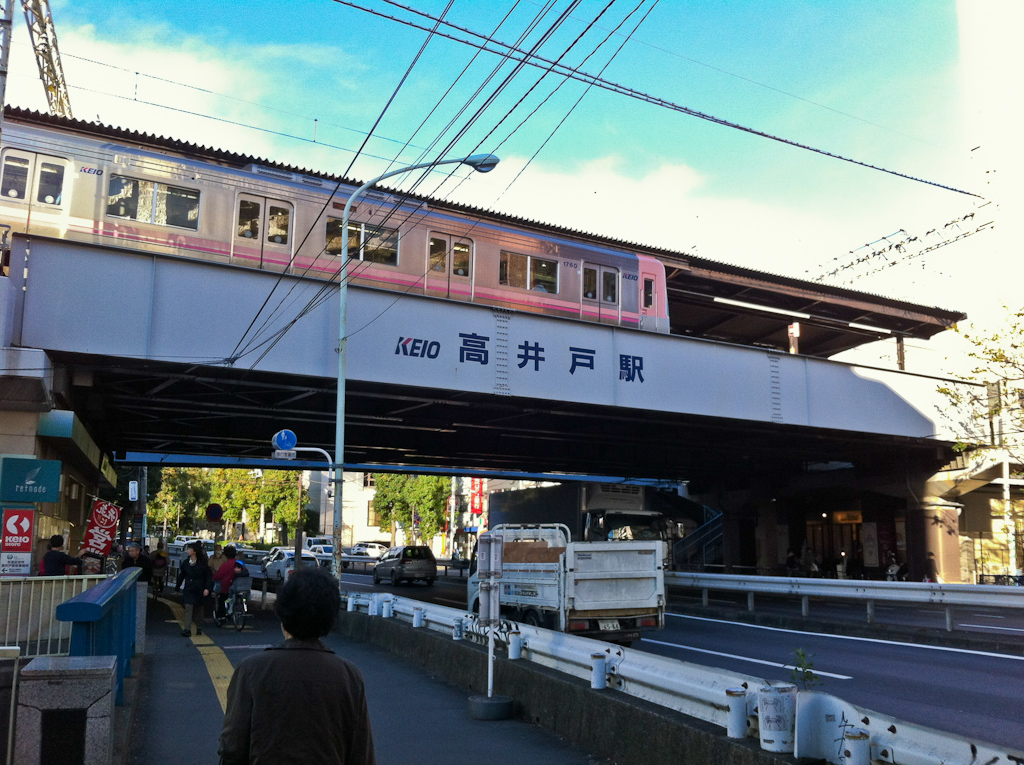
高架月台與由下穿過的環狀八號線（2012年11月）

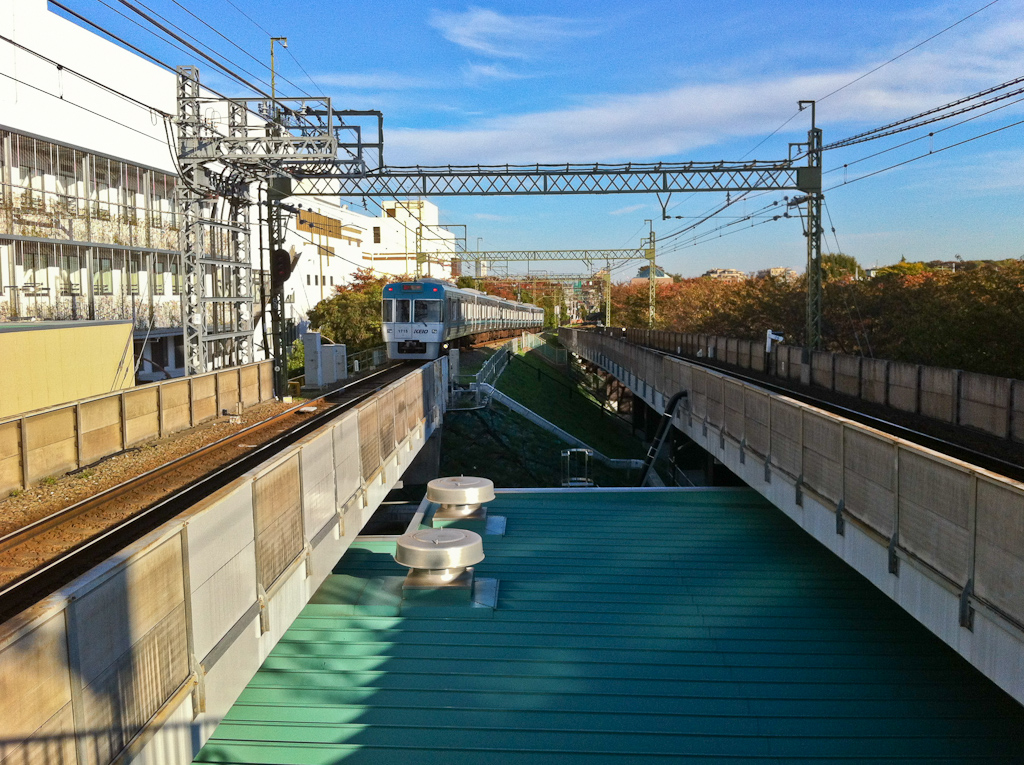
高井戶站區間的高架化鐵道（2012年11月）

高井戶站（日语：／ Takaido eki */?）是位於東京都杉並區高井戶西，屬於京王電鐵井之頭線的鐵路車站。車站編號是IN12。

## 歷史
- 1933年（昭和8年）8月1日 - 開始營運，隸屬於帝都電鐵。當時為建造在土堤上的車站。
- 1940年（昭和15年）5月1日 - 與小田原急行鐵道合併，成為該公司帝都線的車站。
- 1942年（昭和17年）5月1日 - 小田急電鐵與東京急行電鐵（大東急）合併。
- 1948年（昭和23年）6月1日 - 從東急分離，成立京王帝都電鐵，成為該公司井之頭線的車站。
- 1972年（昭和47年）3月15日 - 伴隨東京都道311號環狀八號線（日语：東京都道環状八号線）通車，車站進行高架化工程。

## 車站構造
此車站為井之頭線上少數的高架車站，配置有1面2線的島式月台。車站構築橫跨於環状八号線（環八通）上。
2006年12月，完成站房及車站高架下的附設商店街整修工程，商店街「京王retnode高井戶」開業。

### 月台配置
| 月台 | 路線     | 方向 | 目的地                   |
| ---- | -------- | ---- | ------------------------ |
| 1    | 井之頭線 | 下行 | 久我山、吉祥寺方向       |
| 2    | 井之頭線 | 上行 | 明大前、下北澤、澀谷方向 |

## 使用狀況
2016年度的1日平均上下車人次為44,299人。雖然急行列車並未停靠此站，但搭乘人數為井之頭線内排名第5，僅次於澀谷、吉祥寺、下北澤、明大前。上下車乘客人數及乘車人數推移如下所記。
| 年度               | 1日平均 上下車人次 | 1日平均 上車人次 | 來源     |
| ------------------ | ------------------ | ---------------- | -------- |
| 1955年（昭和30年） | 6,508              |                  |          |
| 1960年（昭和35年） | 11,745             |                  |          |
| 1965年（昭和40年） | 14,844             |                  |          |
| 1970年（昭和45年） | 16,472             |                  |          |
| 1975年（昭和50年） | 20,949             |                  |          |
| 1980年（昭和55年） | 27,421             |                  |          |
| 1985年（昭和60年） | 35,941             |                  |          |
| 1990年（平成02年） | 38,065             | 18,759           | [ * 1 ]  |
| 1991年（平成03年） |                    | 18,945           | [ * 2 ]  |
| 1992年（平成04年） |                    | 18,712           | [ * 3 ]  |
| 1993年（平成05年） |                    | 18,690           | [ * 4 ]  |
| 1994年（平成06年） |                    | 18,948           | [ * 5 ]  |
| 1995年（平成07年） | 37,791             | 18,894           | [ * 6 ]  |
| 1996年（平成08年） | 37,760             | 18,923           | [ * 7 ]  |
| 1997年（平成09年） | 36,987             | 18,443           | [ * 8 ]  |
| 1998年（平成10年） | 36,827             | 18,442           | [ * 9 ]  |
| 1999年（平成11年） | 36,976             | 18,574           | [ * 10 ] |
| 2000年（平成12年） | 37,820             | 18,827           | [ * 11 ] |
| 2001年（平成13年） | 37,553             | 18,808           | [ * 12 ] |
| 2002年（平成14年） | 36,847             | 18,422           | [ * 13 ] |
| 2003年（平成15年） | 38,143             | 18,910           | [ * 14 ] |
| 2004年（平成16年） | 38,334             | 19,022           | [ * 15 ] |
| 2005年（平成17年） | 38,848             | 19,270           | [ * 16 ] |
| 2006年（平成18年） | 39,867             | 19,800           | [ * 17 ] |
| 2007年（平成19年） | 41,099             | 20,486           | [ * 18 ] |
| 2008年（平成20年） | 41,260             | 20,597           | [ * 19 ] |
| 2009年（平成21年） | 41,513             | 20,705           | [ * 20 ] |
| 2010年（平成22年） | 41,984             | 20,940           | [ * 21 ] |
| 2011年（平成23年） | 41,374             | 20,587           | [ * 22 ] |
| 2012年（平成24年） | 42,861             | 21,381           | [ * 23 ] |
| 2013年（平成25年） | 43,494             | 21,693           | [ * 24 ] |
| 2014年（平成26年） | 43,519             | 21,682           | [ * 25 ] |
| 2015年（平成27年） | 44,131             |                  |          |
| 2016年（平成28年） | 44,299             |                  |          |

## 車站周邊
東京23區有數的住宅區之一，車站面向東京都道311號環狀八號線，亦有定期巴士路線的停留所。
北側為杉並區立高井戶小學校和高井戶温泉美湯、日本年金機構本部。
東北側有杉並清掃工場及利用廢熱加熱的溫水游泳池、杉並區高井戶地域區民中心、高井戶保健所。杉並清掃工場曾經在前東京都知事美濃部執政時代，成為東京垃圾戰爭的導火線。
西南側為住宅區，有大片的都營住宅，神田川流經此地。另外徒步約5分鐘的距離，是電視連續劇經常取景的社會福祉法人浴風會本館。
東南側有高井戶站前郵便局、大相撲的芝田山部屋（師傅為第62代橫綱的大乃國康）。另外日本惠普（HP）總公司及分支出的安捷倫等事業所分布於此，2011年5月HP的事業所遷移集中至江東區大島，當車站周邊的事業所已經全數關閉。

### 商業設施
- OZEKI（日语：オオゼキ）（舊・東急store）

### 巴士路線
「高井戶站」巴士站：位於站前的環八通上，由關東巴士所營運
- 乘車月台1
  - 荻54：往蘆花公園站
  - 荻58：經由千歲烏山站往北野
  - 烏01：經由千歲烏山站往久我山醫院
  - 灣01：經台場格蘭大平洋酒店（日语：ホテルグランパシフィック・ル・ダイバ）往大江戶溫泉物語（上車專用，僅周六日）[6]
- 乘車月台2
  - 荻54、荻58：往荻窪站南口
  - 灣01：往武藏野營業所（下車專用）[6]
  - 五日市街道營業所
- 京王巴士（高井戶站入口）
  - 鷹64]（出入庫）：往久我山站、往永福町
  - 深夜急行巴士井之頭線沿線系統：澀谷站發車往吉祥寺站（下車專用）

## 其他

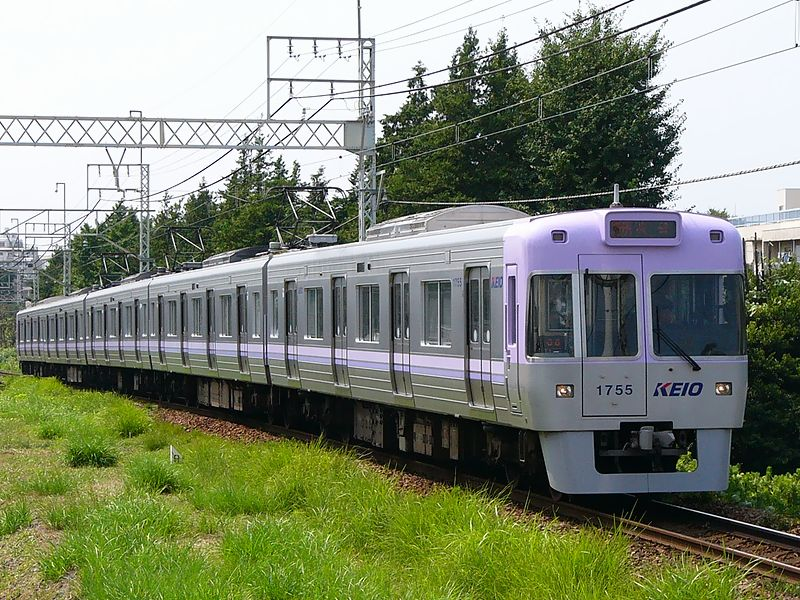
從吉祥寺方向進入當站的1000系

- 從當站月台往吉祥寺站方向看過去的角度，為井之頭線上良好的列車拍攝地點。其緣由為井之頭線的總長不長，加上鐵路周邊幾乎是密集的住宅區之故，良好的拍攝地點稀少。書籍、雜誌需報導井之頭線時，多由此站拍攝。
- 曾為彈丸列車計畫中的候補起點站。

## 相鄰車站
京王電鐵
 井之頭線
■急行
通過
■各站停車
濱田山（IN11）－高井戶（IN12）－富士見丘（IN13）

## 關連項目
- 日本鐵路車站列表
- 高井戶

## 外部連結
- 高井戶 - 京王電鐵